# Kirgizisztán hadereje
Kirgizisztán hadereje a szárazföldi erőkből és a légierőből áll.

## Fegyveres erők létszáma
- Aktív: 10 400 fő
- Szolgálati idő a sorozottaknak: 18 hónap
- Tartalékos: 57 000 fő

## Szárazföldi erők
Létszám
8500 fő
Állomány
- 1 gépesített lövész hadosztály
- 2 önálló hegyi dandár
- 1 légvédelmi dandár
- 1 légvédelmi ezred
- 3 kommandó zászlóalj

Felszerelés
- 233 db harckocsi (T–72)
- 30 db felderítő harcjármű (BRDM–2)
- 290 db páncélozott gyalogsági harcjármű (BMP–2)
- 63 db páncélozott szállító jármű
- 159 db tüzérségi löveg: 141 db vontatásos, 18 db önjáró

## Légierő
Létszám
2400 fő
Állomány
- 1 vadászrepülő ezred
- 1 szállító repülő ezred
- 1 helikopteres ezred

Felszerelés
- 52 db harci repülőgép (MiG–21)
- 9 db harci helikopter